# Kazlauskas (Name)
Kazlauskas ist ein litauischer männlicher Familienname, abgeleitet von Kazlas.

## Weibliche Formen
- Kazlauskaitė (ledig)
- Kazlauskienė (verheiratet)

## Namensträger
- Donatas Kazlauskas (* 1994),  Fußballspieler
- Gediminas Kazlauskas (* 1959),  Bauingenieur und Politiker
- Jonas Kazlauskas (* 1954),  Basketballtrainer
- Marius Kazlauskas (* 1984),  Fußballspieler